# Nierówność
Nierówność – relacja porządku między dwoma wyrażeniami.
Jest to więc jedno z następujących wyrażeń logicznych, inaczej formuł logicznych:
- {\displaystyle a<b} oznaczająca {\displaystyle a} jest mniejsze od {\displaystyle b,}
- {\displaystyle a>b} oznaczająca {\displaystyle a} jest większe od {\displaystyle b,}
- {\displaystyle a\leqslant b} oznaczająca {\displaystyle a} jest nie większe (mniejsze lub równe) od {\displaystyle b,}
- {\displaystyle a\geqslant b} oznaczająca {\displaystyle a} jest nie mniejsze (większe lub równe) od {\displaystyle b.}

Dwie pierwsze nierówności nazywane są ostrymi lub mocnymi; dwie następne nieostrymi lub słabymi. Ostre są przeciwzwrotne.
Często terminem nierówność określa się także negację równości, czyli {\displaystyle a\neq b} oznaczającą {\displaystyle a} jest różne (nie jest równe) od {\displaystyle b.}
Wyrażenie {\displaystyle a} nazywa się lewą stroną nierówności, {\displaystyle b} – prawą stroną nierówności.
Wyrażenia po obu stronach są stałymi ze zbioru liniowo uporządkowanego albo przy wartościowaniu stają się stałymi z tego zbioru.
Przykłady nierówności:
- {\displaystyle 1<2,}
- {\displaystyle 5>10,}
- {\displaystyle x+3<6x.}

Pierwsza nierówność jest prawdziwa, druga fałszywa, trzecia może być – w zależności od wartości {\displaystyle x} – prawdziwa lub fałszywa: dla {\displaystyle x=10} jest prawdziwa, dla {\displaystyle x=0} jest fałszywa.

## Podstawowe własności
Badanie nierówności {\displaystyle a\neq b} sprowadza się do badania równania (lub równości) {\displaystyle a=b.} Z tego względu nie będziemy się nią tu zajmować.
Pozostałe rodzaje nierówności można rozpatrywać tylko w zbiorach, w których określono uporządkowanie elementów (tzw. zbiorach liniowo uporządkowanych). Poniżej zajmiemy się tylko nierównościami w dziedzinie liczb rzeczywistych {\displaystyle \mathbb {R} }.
Podstawowe własności nierówności:
- Własność trychotomii dla relacji ostrych. Np.: dokładnie jedno z tych zdań jest prawdziwe: {\displaystyle a\ >\ b,} {\displaystyle a=b,} {\displaystyle b\ >\ a.}
- Spójność dla relacji słabych. Np. dla dowolnych {\displaystyle x,y} zachodzi {\displaystyle x\ \leqslant y\lor y\ \leqslant x.}
- Antysymetryczność ścisła. Np. {\displaystyle x\ >\ y\Rightarrow \neg (y\ >\ x).}
- Antysymetryczność słaba. Np. {\displaystyle x\ \leqslant y\land y\ \leqslant x\Rightarrow x=y.}
- Nierówności mocne są przeciwzwrotne, tzn. że dla żadnego {\displaystyle a} nie zachodzi {\displaystyle a>a} ani {\displaystyle a<a.}
- Nierówności słabe są zwrotne. Np. {\displaystyle a\geqslant a.}
- Przechodniość dla relacji słabych i mocnych. Np. jeśli {\displaystyle a>b} i {\displaystyle b>c} to {\displaystyle a>c.}
- Do obu stron nierówności można dodać lub odjąć tę samą liczbę. {\displaystyle a>b} jest równoważne {\displaystyle a+c>b+c,} a także {\displaystyle a-c>b-c.}
- Nierówności można dodawać stronami. Jeżeli {\displaystyle a>b} i {\displaystyle c>d} to {\displaystyle a+c>b+d.}
- Obie strony nierówności można pomnożyć lub podzielić przez tę samą liczbę dodatnią. Jeżeli {\displaystyle c>0,} to {\displaystyle a>b} jest równoważne nierówności {\displaystyle ac>bc,} a także {\displaystyle {\frac {a}{c}}>{\frac {b}{c}}.}
- Obie strony nierówności można pomnożyć lub podzielić przez tę samą liczbę ujemną, zmieniając znak nierówności na przeciwny. Jeżeli {\displaystyle c<0,} to {\displaystyle a>b} jest równoważne nierówności {\displaystyle ac<bc,} a także {\displaystyle {\frac {a}{c}}<{\frac {b}{c}}.}
- Kwadrat każdej liczby rzeczywistej jest nieujemny: {\displaystyle a^{2}\geqslant 0.}
- Niech {\displaystyle x>y.} Jeżeli {\displaystyle f} jest funkcją rosnącą, to {\displaystyle f(x)>f(y).} Jeżeli {\displaystyle f} jest funkcją malejącą, to {\displaystyle f(x)<f(y).} Innymi słowy, na obie strony nierówności można nałożyć funkcję monotoniczną, zmieniając znak, jeżeli jest to funkcja nierosnąca. Jeżeli nie jest to funkcja ściśle monotoniczna, to mocną nierówność należy zamienić na jej słabą wersję.

## Rozwiązywanie nierówności
Rozwiązywanie nierówności to znalezienie wszystkich wartości zmiennych użytych w nierówności, dla których jest ona spełniona. Zmienne te nazywane są niewiadomymi (oprócz nich mogą występować parametry, patrz niżej). Najprostsze nierówności rozwiązuje się, przekształcając je na prostsze, równoważne.

### Nierówność liniowa
Najprostszą nierównością jest nierówność liniowa (nierówność stopnia pierwszego), tj. nierówność, po której obu stronach występują funkcje liniowe.
Przykład: aby rozwiązać nierówność
{\displaystyle 2x-15>3x,}
dodajemy do obu stron nierówności 15:
{\displaystyle 2x>3x+15,}
odejmujemy od obu stron nierówności {\displaystyle 3x{:}}
{\displaystyle -x>15,}
dzielimy obie strony nierówności przez {\displaystyle -1,} zmieniając jej znak:
{\displaystyle x<-15.}
Rozwiązaniem nierówności jest każda liczba mniejsza od {\displaystyle -15,} tj. każda liczba z przedziału {\displaystyle (-\infty ,-15).}

### Nierówność kwadratowa
Nierówność kwadratowa (nierówność stopnia drugiego) jest nierównością postaci
{\displaystyle ax^{2}+bx+c>0} dla {\displaystyle a\neq 0,} przy czym znak {\displaystyle >} w nierówności kwadratowej można zastąpić którymś ze znaków {\displaystyle <,\geqslant ,\leqslant ,\neq .}
W dziedzinie liczb rzeczywistych rozwiązaniem nierówności kwadratowej może być:
- cały zbiór liczb rzeczywistych, np. {\displaystyle x^{2}+1>0,}
- przedział ograniczony (obustronnie otwarty albo obustronnie domknięty), np. {\displaystyle x^{2}<4,}
- przedział zdegenerowany (jedna liczba), np. {\displaystyle x^{2}\leqslant 0,}
- suma dwu rozłącznych przedziałów nieograniczonych (obu jednostronnie otwartych albo obu jednostronnie domkniętych), np. {\displaystyle x^{2}\geqslant 4,}
- zbiór liczb rzeczywistych z wykluczeniem jednej liczby, np. {\displaystyle x^{2}>0,}
- zbiór pusty, np. {\displaystyle x^{2}<0.}

### Nierówność algebraiczna
Nierówności liniowe i kwadratowe to szczególne przypadki nierówności algebraicznych, tj. nierówności postaci {\displaystyle P(x)>0} (ewentualnie {\displaystyle <,\geqslant ,\leqslant ,\neq }) gdzie {\displaystyle P} jest wielomianem. Stopniem nierówności nazywa się stopień wielomianu {\displaystyle P(x).}
Aby rozwiązać nierówność algebraiczną, należy rozwiązać równanie algebraiczne {\displaystyle P(x)=0} i sprawdzić, czy nierówność zachodzi pomiędzy poszczególnymi miejscami zerowymi, zwracając uwagę na zachowanie {\displaystyle P} w nieskończoności.
Przykładowo nierówność
{\displaystyle (x+1)(x-3)(x-8)\geqslant 0}
jest spełniona dla {\displaystyle x\in \{-1,3,8\}.} Zbadajmy zachowanie wielomianu pomiędzy pierwiastkami:
- dla {\displaystyle x\in (-\infty ,-1)} lewa strona jest ujemna; nierówność nie zachodzi,
- dla {\displaystyle x\in (-1,3)} lewa strona jest dodatnia; nierówność zachodzi,
- dla {\displaystyle x\in (3,8)} lewa strona jest ujemna; nierówność nie zachodzi,
- dla {\displaystyle x\in (8,\infty )} lewa strona jest dodatnia; nierówność zachodzi.

Tak więc {\displaystyle x\in [-1,3]\cup [8,\infty ).}
Taki sposób postępowania jest przydatny dla nierówności typu {\displaystyle f(x)>0} gdzie {\displaystyle f} jest funkcją ciągłą. Należy wyznaczyć wszystkie miejsca zerowe funkcji {\displaystyle f} i zbadać jej zachowanie między nimi.
Można mówić o nierówności liniowej, kwadratowej, algebraicznej itp. ze względu na wybrane wiadome. Na przykład nierówność {\displaystyle 5x-3y-1/z>2} jest liniowa ze względu na niewiadome {\displaystyle x} i {\displaystyle y.}
Nierówności z funkcjami wymiernymi doprowadza się do nierówności algebraicznych, korzystając z własności: nierówność
{\displaystyle {\frac {P(x)}{Q(x)}}>0} dla {\displaystyle Q(x)\neq 0}
jest równoważna nierówności
{\displaystyle P(x)Q(x)>0.}

### Nierówności trygonometryczne
Nierówności trygonometryczne to nierówności zawierające funkcje trygonometryczne, np.
{\displaystyle \sin x>0.}
Ich rozwiązaniem jest zwykle nieskończona suma przedziałów, np. w tym przypadku {\displaystyle x\in \bigcup _{k\in \mathbb {Z} }(2k\pi ;(2k+1)\pi ).}

### Nierówności wykładnicze i logarytmiczne
Nierówności wykładnicze najczęściej przekształca się do postaci
{\displaystyle a^{x}>b,}
która, po zlogarytmowaniu, jest równoważna nierówności
{\displaystyle x>\log _{a}b} dla {\displaystyle a\in (1,\infty )}
lub
{\displaystyle x<\log _{a}b} dla {\displaystyle a\in (0,1).}
Natomiast nierówności logarytmiczne przekształca się do postaci
{\displaystyle \log _{a}x>b,}
która jest równoważna postaci
{\displaystyle x>a^{b}} dla {\displaystyle a\in (1,\infty )}
lub
{\displaystyle x<a^{b}} dla {\displaystyle a\in (0,1).}

### Nierówności z parametrem
Jeżeli jedną lub kilka zmiennych uznaje się za stałą, to mówi się o nierówności z parametrem (parametrami).
Przykładem może być {\displaystyle (x-6)^{2}\leqslant a-1.}
Jeżeli {\displaystyle a} jest parametrem, to:
- dla {\displaystyle a<1} nierówność nie ma rozwiązań,
- dla {\displaystyle a=1} jedynym rozwiązaniem nierówności jest {\displaystyle x=6,}
- dla {\displaystyle a>1} rozwiązaniem nierówności są liczby z przedziału {\displaystyle [6-{\sqrt {a-1}},\,6+{\sqrt {a-1}}].}

Jeżeli {\displaystyle x} jest parametrem, to rozwiązaniem nierówności są liczby z przedziału {\displaystyle [(x-6)^{2}+1,\infty ).}

## Dowodzenie nierówności
Dowodzenie nierówności polega na przedstawieniu dowodu, że nierówność jest spełniona dla wszystkich rozważanych liczb (zwykle rzeczywistych lub dodatnich)

### Przekształcenia
Najczęściej przy dowodzeniu nierówności wykorzystuje się przekształcenia algebraiczne i trygonometryczne.
Przykład: udowodnić, że dla każdego {\displaystyle a,b,c\in \mathbb {R} } zachodzi
{\displaystyle a^{2}+b^{2}+c^{2}\geqslant ab+bc+ca.}
Mnożąc obie strony nierówności przez 2, otrzymujemy
{\displaystyle 2a^{2}+2b^{2}+2c^{2}-2ab-2bc-2ca\geqslant 0,}
co jest równoważne nierówności
{\displaystyle (a-b)^{2}+(b-c)^{2}+(c-a)^{2}\geqslant 0.}
a suma kwadratów liczb rzeczywistych jest zawsze nieujemna.

### Redukcja do innych nierówności
Często dowodząc nierówności, korzysta się z ogólniejszej, której prawdziwość została już stwierdzona. Do nierówności szczególnie używanych w tym celu zalicza się:
- nierówności między średnimi,
- nierówność Bernoulliego,
- nierówność Höldera,
- nierówność Jensena,
- nierówność Minkowskiego,
- nierówność Muirheada,
- nierówność Schwarza,
- twierdzenie o ciągach jednomonotonicznych.

### Użycie metod analizy matematycznej
Ważnym narzędziem używanym do dowodzenia nierówności jest rachunek różniczkowy. Pozwala on badać monotoniczność funkcji.
Innym źródłem nierówności jest rachunek całkowy, przykładem może być nierówność Younga.

### Nierówności geometryczne
Nierówności zawierające długości boków trójkąta często udowadnia się, stosując podstawienie {\displaystyle a=y+z,b=z+x,c=x+y.} Wówczas {\displaystyle x={\frac {b+c-a}{2}},} {\displaystyle y={\frac {c+a-b}{2}},} {\displaystyle z={\frac {a+b-c}{2}}.} Z nierówności trójkąta wynika, że {\displaystyle x,y,z>0} i nierówność sprowadza się do nierówności dla liczb dodatnich.
Do ważniejszych nierówności w trójkącie oprócz nierówności trójkąta należą {\displaystyle R\geqslant 2r} i nierówność Erdősa.

## Nierówności podwójne

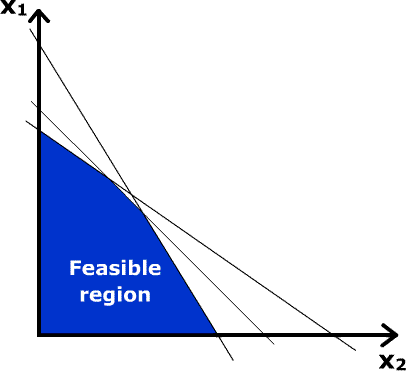
Obszar dopuszczalny w programowaniu liniowym jest zdefiniowany układem nierówności liniowych.

Zapis {\displaystyle a<b<c} oznacza, że {\displaystyle a<b} i {\displaystyle b<c.} Z przechodniości wynika, że {\displaystyle a<c.} Do wszystkich członów nierówności można dodać/odjąć tę samą liczbę, lub pomnożyć/podzielić przez tę samą liczbę, ewentualnie zmieniając znak. Przykładowo {\displaystyle a<b+e<c} jest równoważne {\displaystyle a-e<b<c-e.}
Ten zapis może być uogólniony dla dowolnej liczby członów: {\displaystyle a_{1}\leqslant a_{2}\leqslant \ldots \leqslant a_{n}} oznacza, że {\displaystyle a_{i}\leqslant a_{i+1}} dla {\displaystyle i=1,2,\dots ,n-1.} Z przechodniości, warunek ten jest równoważny {\displaystyle a_{i}\leqslant a_{j}} dla wszystkich {\displaystyle 1\leqslant i\leqslant j\leqslant n.}
Koniunkcję kilku nierówności nazywa się układem nierówności.

## Oznaczenie różnicy rzędów wielkości
Czasami (np. w fizyce) stosuje się zapisy oznaczające, że jedna wielkość jest większa od innej, zwykle o kilka rzędów wielkości:
- Zapis {\displaystyle a\gg b} oznacza, że {\displaystyle a} jest znacznie większe niż {\displaystyle b.}
- Zapis {\displaystyle a\ll b} oznacza, że {\displaystyle a} jest znacznie mniejsze niż {\displaystyle b.}

Przykładem może być zapis {\displaystyle v\ll c,} oznaczający, że rozważana prędkość jest znacznie mniejsza od prędkości światła i w związku z tym zamiast praw mechaniki relatywistycznej można stosować prawa mechaniki klasycznej.